# 島野浩太朗
島野 浩太朗（しまの こうたろう、1992年6月8日 - ）は、日本の男性キックボクサー。千葉県出身。菅原道場所属。第7代Krushスーパーフェザー級王者。第2代WMAF世界スーパーフェザー級王者。階級は–60 kg(132ポンド) 。2024年2月24日Krush.158にて現役引退。

## 来歴
特技はピアノ。血液型はO型。
13歳で菅原道場に入門。その頃当時所属していた狂拳竹内裕二へ強い憧れと感銘を抱き自分もキックボクシングの道へ進むことを決意。
会長•菅原忠幸に師事。二人三脚で様々なタイトルへ挑戦していく。
高校入学後は、高校野球と菅原道場[2]でのトレーニングとの両立。高校卒業後は、タイへ3ヶ月ムエタイ武者修行を敢行。その後、2011年11月にKrush.13でプロデビューを果たす。
K-1の前身となるKrushで恵まれた身体能力と千葉の自然を使ったトレーニングで頭角を現す。誰が相手でも真っ向勝負する気持ちの強さと一撃必殺の強打で会場を沸かせる激闘派として、K-1・Krushのリングで活動する。
2014年Krush-60kg王座への挑戦権を懸けた若手6選手にて行われる世界一過酷なリーグ戦【Krush WILD RUSH LEAGUE 2014】に出場。歴代最高記録の3KO勝利を記録し優勝を果たした。
同年2014年11月9日Krush.47にてKrush-60kg王者大月晴明の怪我による欠場•王座返上により行われた第4代Krush-60kg王座決定戦にて卜部弘嵩と対戦。3R判定3-0にて卜部の勝利。王座獲得を逃した。
2016年7月24日千葉•ハミルトンホテルにて行われた鉄拳7にてMA日本スーパーフェザー級王座決定戦にてMO刃KIと対戦。3Rに島野がダウンを奪い3R判定3-0で勝利。MA日本スーパーフェザー級新王者とかる。
2017年4月30日東京•後楽園ホール•添野道場50周年記念興業にて行われたMA日本スーパーフェザー級タイトルマッチにて鷲尾亮次と対戦。2RKO勝ちで同王座防衛に成功。
2018年3月30日東京•後楽園ホールにて行われたKrush.86Krushスーパーフェザー級次期挑戦者決定戦にて山本直樹と対戦。
試合は1R開始直後から島野が猛攻を仕掛け得意のパンチで3ダウンを奪い1R TKOで勝利。
同王座挑戦権を獲得した。
2018年6月30日東京•後楽園ホールにて行われたKrushスーパーフェザー級タイトルマッチにて郷州征宜と対戦。試合は3Rお互い一歩も引かない激闘となり、終始会場を沸かせる熱戦とはった。試合は随所で有効にダメージを与えた島野が3R判定3-0で勝利。悲願のKrushスーパー・フェザー級第7代王座を獲得した[3]。
同年12月16日東京•後楽園ホールにて行われたKrushスーパーフェザー級タイトルマッチにて大岩龍矢を相手に初防衛戦。試合は延長戦までもつれる接戦となったが、有効打で上回る島野に軍配が上がり延長3-0の判定で王座防衛にも成功した。
2019年3月30日東京•後楽園ホールにて行われたKrushスーパーフェザー級タイトルマッチにてK-1甲子園2016 -60kg王者の西京佑馬と対戦。判定3-0で西京佑馬の勝利。王座陥落となった。
2019年12月15日東京•後楽園ホールにて行われたK-1 KRUSH FIGHT.109にてSATORU成合と対戦。試合は2R壮絶な撃ち合いとなり後楽園ホール大熱狂の試合となった。
3R3-0の判定で島野が復活勝利を果たした。
その後、主戦場を移しK-1に参戦。
2020年12月13日K-1両国大会で芦澤竜誠、2021年5月30日K-1横浜武道館大会で佐野天馬と対戦。どちらも壮絶な打ち合いとなり、最後まで試合を諦めない魂のファイトでファンの心を掴んだ。
2022年2月27日のK-1東京体育館大会では、2014年11月にKrushのタイトルマッチで敗れた第2代K-1 WORLD GP スーパー・フェザー級王者
初代・第4代Krushスーパー・フェザー級王者
ISKA世界スーパーライト級王者の卜部弘嵩とのリマッチが実現。
試合は島野の3RTKO勝利となり弘嵩に約7年3カ月ぶりの再戦でリベンジを果たした。
試合後のマイクでは恩師•菅原道場会長、菅原忠幸に感謝の気持ちを述べ涙を流した。
同年12月3日、K-1大阪エディオンアリーナ大会で行われた元K-1フェザー級世界王者・江川優生との一戦に臨むが、江川の強打の前に敗れた。この一戦が現役生活最後の試合となる。
2024年2月24日Krush.158にて島野浩太朗引退セレモニーが行われた。このセレモニーで島野はファンや仲間達、対戦相手のライバルや関係者に感謝の言葉を述べるも、自らの家族や妻に対し不倫を謝罪するなど前代未聞の異例のテンカウントゴングとなる。同日現役引退となった。

## 獲得タイトル
- 第7代Krushスーパーフェザー級王者
- Krush-60kg  WILDRUSH  League2014　優勝
- WMAF世界スーパーフェザー級王者
- 第12代MA日本キックボクシング連盟スーパーフェザー級王者

## 戦績
| 開催年月日     | 勝敗 | 対戦相手                     | 大会名                                                                  | 結果          |
| -------------- | ---- | ---------------------------- | ----------------------------------------------------------------------- | ------------- |
| 2022年12月3日  | ✕    | 江川優生                     | K-1 WORLD GP 2022 JAPAN 〜初代バンタム級王座決定トーナメント〜          | 1R TKO (1:58) |
| 2022年8月28日  | ◎    | 優吾・フライスカイジム       | MAJKF - 鉄拳14                                                          | 1R KO (0:50)  |
| 2022年2月27日  | ◎    | ト部弘嵩                     | K-1 WORLD GP 2022 JAPAN 〜第3代スーパーバンタム級王座決定トーナメント〜 | 3R KO (2:51)  |
| 2021年5月30日  | ✕    | 佐野天馬                     | K-1 WORLD GP 2021 JAPAN 〜K-1バンタム級日本最強決定トーナメント〜       | 判定          |
| 2021年3月28日  | ◯    | 三輪裕樹                     | K-1 WORLD GP 2021 JAPAN 〜K'sFESTA.4 Day2〜                             | 判定          |
| 2020年12月13日 | ✕    | 芦澤竜誠                     | K-1 WORLD GP 2020 JAPAN 〜K-1冬の大一番〜                               | 2R KO (3:00)  |
| 2020年9月26日  | ◎    | 佐野純平                     | Krush.117                                                               | 1R KO (1:32)  |
| 2019年12月15日 | ◯    | SATORU成合                   | Krush.109                                                               | 判定          |
| 2019年7月7日   | ◎    | ウ・スンボム                 | MAJKF - 鉄拳12                                                          | 1R KO (2:51)  |
| 2019年4月21日  | ◯    | テープジュン・サイチャーン   | MAJKF - 添野道場創立50周年記念                                          | 延長判定      |
| 2019年3月9日   | ✕    | 西京佑馬                     | Krush.99                                                                | 判定          |
| 2018年12月16日 | ◯    | 大岩龍矢                     | Krush.96                                                                | 延長判定      |
| 2018年7月29日  | ◯    | ルンペット・ウォールニーラン | MAJKF - 鉄拳11                                                          | 判定          |
| 2018年6月30日  | ◯    | 郷州征宣                     | Krush.89 (Krushスーパーフェザー級王座獲得)                              | 判定          |
| 2018年3月10日  | ◎    | 山本直樹                     | Krush.86                                                                | 1R KO (1:53)  |
| 2017年9月18日  | ✕    | 皇治                         | K-1 WORLD GP 2017 JAPAN 〜初代ウェルター級王座決定トーナメント〜        | 判定          |
| 2017年7月17日  | ◯    | ジイラ・バンチャメーク       | MAJKF - 鉄拳10                                                          | 判定          |
| 2017年4月30日  | ◎    | 鷲尾亮次                     | Festival of Martial Arts 〜FIGHT FOR PEACE8〜                           | 2R KO (1:51)  |
| 2017年3月3日   | ◯    | "DYNAMITE"髙橋佑太           | Krush.74                                                                | 判定          |
| 2016年12月4日  | ✕    | Ryuki                        | MAJKF - 鉄拳9                                                           | 延長判定      |
| 2016年10月15日 | ✕    | 覇家斗                       | Krush.70                                                                | 判定          |
| 2016年7月24日  | ◯    | MO刃KI                       | MAJKF - 鉄拳8                                                           | 判定          |
| 2016年4月24日  | ✕    | 卜部功也                     | K-1 WORLD GP 2016 JAPAN 〜60kg日本代表決定トーナメント〜                | 2R KO (0:51)  |
| 2016年4月24日  | ◎    | 明戸仁志                     | K-1 WORLD GP 2016 JAPAN 〜-60kg日本代表決定トーナメント〜               | 1R KO (2:55)  |
| 2016年2月5日   | ✕    | 明戸仁志                     | Krush.63                                                                | 延長判定      |
| 2015年11月21日 | ✕    | 大沢文也                     | K-1 WORLD GP 2015 JAPAN 〜THE CHAMPIONSHIP〜                            | 判定          |
| 2015年10月11日 | ◎    | 富田健祐                     | MAJKF - 鉄拳7                                                           | 1R KO (2:03)  |
| 2015年1月18日  | ✕    | ハビエル・エルナンデス       | K-1 WORLD GP 2015 〜-60kg初代王座トーナメント〜                         | 判定          |
| 2014年11月9日  | ✕    | 卜部弘嵩                     | Krush.47                                                                | 判定          |
| 2014年10月5日  | ◎    | 北井智大                     | Krush.46                                                                | 1R KO (0:28)  |
| 2014年9月16日  | ◯    | 浜田翔太                     | MAJKF - 鉄拳6                                                           | 判定          |
| 2014年7月13日  | ◎    | 闘士                         | Krush.43                                                                | 2R KO (2:32)  |
| 2014年5月11日  | ◯    | 渡辺武                       | Krush.41                                                                | 判定          |
| 2014年3月8日   | ◎    | レオナ・ペタス               | Krush.39                                                                | 1R TKO (1:03) |
| 2014年1月4日   | ✕    | 大沢文也                     | Krush.36                                                                | 判定          |
| 2013年10月13日 | ✕    | 加藤港                       | Krush-IGNIGHT 2013 vol.7                                                | 判定          |
| 2012年11月23日 | ◎    | SATOI                        | Krush-EX 2012 vol.6                                                     | 3R KO (0:46)  |
| 2012年7月29日  | ◎    | 亮二                         | MAJKF - 鉄拳5 〜菅原道場10周年記念興行〜                                | 1R KO         |
| 2012年6月17日  | ✕    | 渡辺武                       | Krush-EX 2012 vol.3                                                     | 3R KO (0:52)  |
| 2012年4月8日   | ✕    | 羽立宏孝                     | NJKF スーパーキック                                                     | 判定          |
| 2012年2月17日  | ◎    | 北井智大                     | Krush.16                                                                | 1R KO (1:01)  |
| 2011年12月10日 | ◎    | 大畑貴志                     | Krush-EX 2011 Final                                                     | 3R KO (0:55)  |
| 2011年11月12日 | ◯    | 関根進                       | Krush.13                                                                | 判定          |
| 2011年7月31日  | ◎    | タイ人                       | 開催国：タイ                                                            | 3R KO         |